# Point de passage frontalier
 (mai 2022).

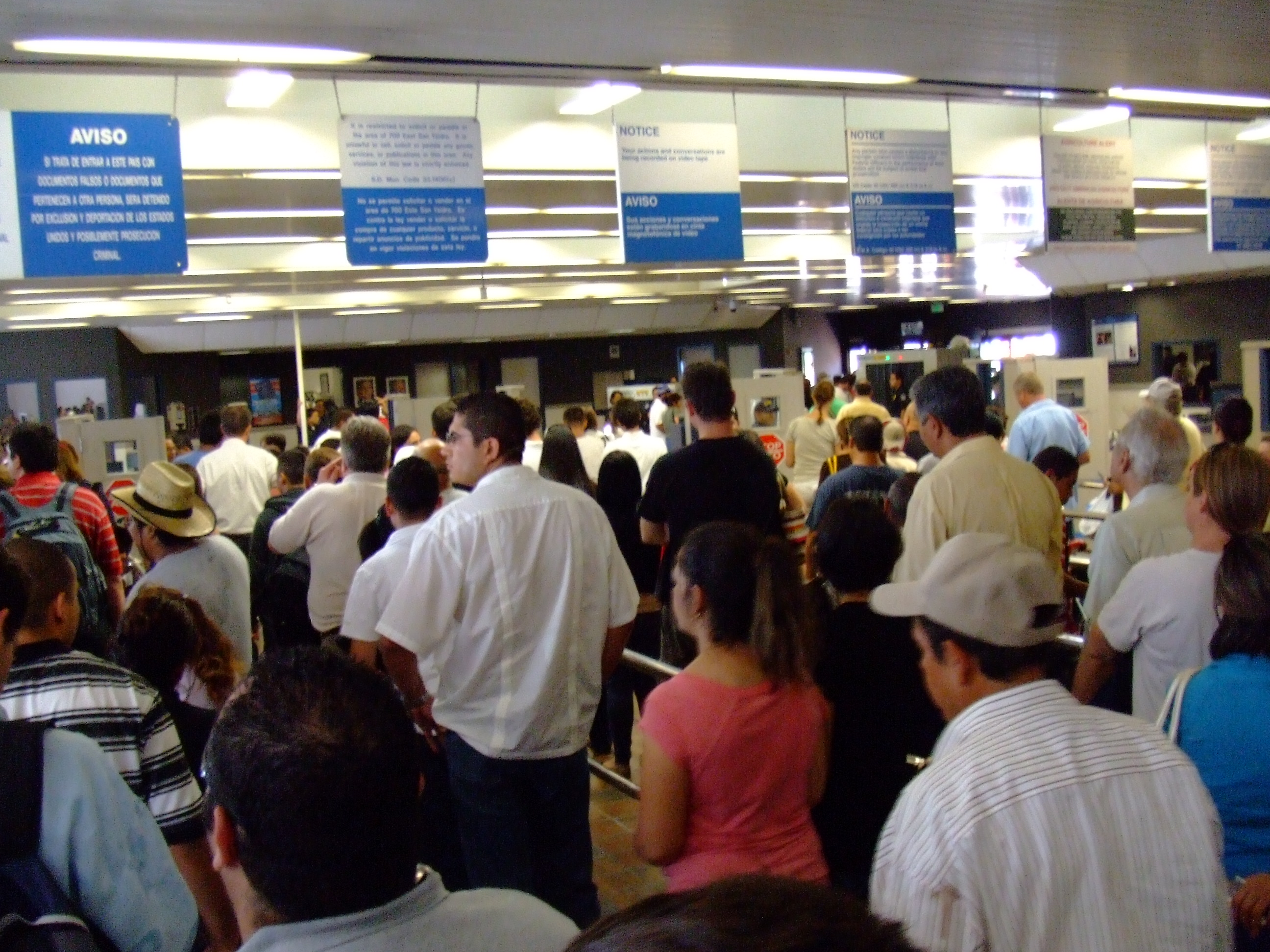
Point de passage pédestre de San Ysidro entre le Mexique et la Californie

Un point de passage frontalier (PPF, en abrégé ; border crossing point, en anglais) est un lieu situé sur une frontière où le franchissement de cette frontière est autorisé par les autorités compétentes. Bien que situés à l'intérieur du pays, des aérodromes ou aéroports, des ports maritimes et gares ferroviaires peuvent aussi être reconnus comme points de passage frontaliers.

## Europe
En Europe, le terme point de passage frontalier est défini dans l'article 2, paragraphe 8 de l'Accord de Schengen.

### Belgique
La Belgique compte six points de passage des frontières aériennes et six points de passage de la frontière maritime. S'y ajoutent huit points de passage ferroviaires vers les Pays-Bas, deux vers l'Allemagne, quatre vers le Luxembourg et huit vers la France[réf. nécessaire].

### France
En France, les points de passage frontaliers sont au nombre de 119 (122 en été) depuis 2021, :
- 75 aérodromes ou aéroports (78 en été) ;
- 33 ports maritimes ;
- 11 gares ferroviaires.

Les contrôles sont répartis entre la Police aux frontières (PAF) et la Douane (DGDDI),.
L'aéroport de Quimper-Bretagne est un PPF depuis 2012, uniquement de début mai à début septembre, pour permettre la liaison saisonnière Quimper/Londres. L'aéroport de La Môle - Saint-Tropez, de par son trafic aérien international en été, est à nouveau un PPF depuis 2017 mais uniquement du 1er juillet au 15 octobre.
L'aéroport du Castellet est également un PPF depuis 2018 mais uniquement durant la période du Grand Prix de France de Formule 1.

## Voir  aussi
- Poste-frontière
- Liste des aérodromes en France